# Integraalvergelijking
Een integraalvergelijking is een vergelijking, waarbij in ten minste één lid een integraal van de te zoeken functie voorkomt. Integraalvergelijkingen komen af en toe voor in de fysica en in de technische wetenschappen. Zo zijn bijvoorbeeld de vergelijkingen van Maxwell voor elektromagnetisme zowel te schrijven als differentiaalvergelijkingen alsook als integraalvergelijkingen. Ook vergelijkingen van de mechanica, die dikwijls als differentiaalvergelijkingen geformuleerd worden, kunnen ook als integraalvergelijking gesteld worden. Een groot voordeel van integraalvergelijkingen is, dat die zich beter lenen voor numerieke wiskunde. Zelfs bij grove benadering van de functie leveren methodes rond integraalvergelijkingen verrassend nauwkeurige resultaten, omdat fouten grotendeels tegen elkaar wegvallen. Numerieke differentiatie is daarentegen bepaald problematisch, omdat kleine verschillen tussen getallen met een gegeven nauwkeurigheid heel onnauwkeurig zijn. De nauwkeurigheid van (rationale) getallen in een computer is altijd beperkt omdat er onvermijdelijk met een eindig aantal cijfers wordt gerekend.

## Lineaire integraalvergelijkingen
Een lineaire integraalvergelijking met als onbekende functie {\displaystyle u} heeft de algemene vorm:
{\displaystyle \lambda (x)u(x)+\int k(x,y)u(y)\,\mathrm {d} y=f(x)}
Hierin zijn {\displaystyle \lambda }, {\displaystyle f} en {\displaystyle k} gegeven functies. De functie in twee variabelen {\displaystyle k} noemt men de integraalkern of kortweg kern.

### Onderverdeling van lineaire integraalvergelijkingen
David Hilbert maakte in zijn Grundzüge einer allgemeinen Theorie der linearen Integralgleichungen (1912) een onderverdeling van lineaire integraalvergelijkingen in drie soorten:
- integraalvergelijkingen van de eerste soort: {\displaystyle \lambda (x)\equiv 0};
- integraalvergelijkingen van de tweede soort: {\displaystyle \lambda (x)} is een complexe constante;
- integraalvergelijkingen van de derde soort: voor alle andere {\displaystyle \lambda }.

Dit onderscheid heeft te maken met het verschil in analytische eigenschappen van de verschillende soorten van integraalvergelijkingen. Zo zijn bijvoorbeeld integraalvergelijkingen van de tweede soort, mits bepaalde veronderstellingen over de kern {\displaystyle k}, oplosbaar voor bijna alle waarden van {\displaystyle \lambda }; dat geldt voor integraalvergelijkingen van de eerste soort, met dezelfde veronderstellingen over de kern, in het algemeen niet. Dat geldt ook in het algemeen voor vergelijkingen van de derde soort.
Een andere onderverdeling van integraalvergelijkingen is volgens hun integratiegrenzen. Als de beide integratiegrenzen constanten zijn, spreekt men van Fredholm-integraalvergelijkingen (naar Erik Ivar Fredholm):
- Fredholm-integraalvergelijkingen van de eerste soort hebben de algemene vorm

{\displaystyle f(x)=\int _{a}^{b}K(x,y)\,u(y)\,\mathrm {d} y}
- Fredholm-integraalvergelijkingen van de tweede soort hebben de vorm

{\displaystyle u(x)=f(x)+\lambda \int _{a}^{b}K(x,y)\,u(y)\,\mathrm {d} y}
Hierin komt de onbekende functie zowel in als buiten de integraal voor. {\displaystyle \lambda } is een onbekende factor, die de rol speelt van de eigenwaarde in de lineaire algebra.
Als de bovengrens van de integraal variabel is, spreekt men van Volterra-integraalvergelijkingen (naar Vito Volterra), waarin ook vergelijkingen van de eerste of tweede soort worden onderscheiden, analoog aan de Fredholm-integraalvergelijkingen:
- Volterra-integraalvergelijkingen van de eerste soort

{\displaystyle f(x)=\int _{a}^{x}K(x,y)\,u(y)\,\mathrm {d} y}
- Volterra-integraalvergelijkingen van de tweede soort

{\displaystyle u(x)=f(x)+\lambda \int _{a}^{x}K(x,y)\,u(y)\,\mathrm {d} y}
In al deze gevallen spreekt men van een homogene integraalvergelijking indien de functie {\displaystyle f(x)} identiek nul is; anders is het een niet-homogene integraalvergelijking.